# 私市夢太
私市 夢太（きさいち ゆた、1998年12月6日 - ）は、日本の俳優である。
東京都出身。ヒラタオフィス所属。以前は、フラッグスファイブ・プロモーションに所属していた。

## 出演

### テレビドラマ
- 篤姫 最終話（2008年12月、NHK） - 徳川家達（少年時代） 役
- まっつぐ〜鎌倉河岸捕物控〜 第5話（2010年5月29日、NHK） - 飯田麟太郎 役
- 横山秀夫サスペンス「仕返し」（2011年4月10日、WOWOW） - 的場慶太 役
- それでも、生きてゆく（2011年7月、フジテレビ） - 深見洋貴（少年期） 役
- 家族狩り（2014年7月 - 9月、TBS） - 大野香一郎 役

### ネット配信
- AKBラブナイト 恋工場 第8話「101通目のラブレター」（2016年5月12日、ビデオパス・テレ朝動画）[2]

### 映画
- きみは僕の未来（2007年、若手映画作家育成プロジェクト） - 主演・アキラ 役
- TAJOMARU（2009年9月12日、ワーナー・ブラザース映画） - 桜丸（幼少） 役
- 恐怖新聞（2011年5月21日、パラレル） - 朝倉ひろし 役

### CM
- ツクダオリジナル おはなしシリーズ
- 中外製薬 水ではじめるバルサン（2002年）
- ソニー ハンディカム
- 日本マクドナルド ハッピーセット（2003年）
- ゲームボーイアドバンス Xmas（2003年）
- 吉徳大光 五月人形
- トヨタ自動車
- 佐川急便 病院篇（2004年）
- P&G・ファブリーズハウスダストクリア カット篇・動くな!篇（2004年 - 2005年）
- 積水ハウス 住まいの参観日（2008年）
- ミツカン 味ぽん・ゆずぽん（2004年 - 2005年）
- 味の素 ほんだし（2008年）
- ダイエー 木曜の市
- ベネッセコーポレーション 進研ゼミ小学講座（2009年）
- ソニー 3Dブラビア誕生篇（2010年）

### MV
- SHISHAMO「君と夏フェス」（2014年）

### 雑誌
- ピチレモン（学研） - メンズモデル